# Cine pirata
El Cine pirata es un tipo de distribución y visualización del cine en formato casero. Recientemente, el cine pirata se ha asociado con grupos de piratas informáticos en Brasil, Berlín, Copenhague, Melbourne y Helsinki, donde los grupos locales de cine pirata están asociados con el movimiento contra los derechos de autor y el movimiento okupa.
En su forma más simple, el cine pirata implica la proyección de una película comúnmente protegida por el copyright frente a una audiencia, de forma totalmente gratuita. Algunos de estos grupos que organizan sus funciones de cine pirata perciben sus acciones dentro de un contexto político, proyectando deliberadamente películas con derechos de autor o películas que documentan el debate actual en torno a los derechos de autor .
En relación con la exhibición de películas con derechos de autor, el grupo de cine pirata en Helsinki tuvo un enfrentamiento con la policía local y su líder local fue detenido por la policía.
Los grupos de cine pirata también están activos en otras ciudades europeas como Ámsterdam, Estocolmo, París y Londres .

## Brasil
La primera iniciativa en torno al cine pirata en Brasil fue el Cine Falcatrua ("Cine Hoax"), una sociedad cinematográfica con fines académicos con sede en el estado de Espírito Santo. Cine Falcatrua inició sus actividades alrededor del año 2003, descargando películas a través de redes P2P y proyectándolas posteriormente en sesiones semanales abiertas al público en el paradero de la Universidad Federal de Espírito Santo.
La mayoría de las películas fueron exhibidas por la sociedad cinematográfica mucho antes de que incluso llegaran oficialmente a las salas de cine del país. Algunas de ellas, como fue el caso de Kill Bill (2003) y Fahrenheit 9/11 (2004), fueron proyectadas más de dos meses antes de su estreno oficial en las salas de cine. Fueron incluso subtitulados al portugués brasileño por los propios integrantes del Cine Falcatrua.
En junio de 2004, la universidad que acogió el proyecto fue procesada penalmente por un par de empresas cinematográficas brasileñas que poseían los derechos para la distribución de estas películas en territorio brasileño. Sin embargo, la sociedad cinematográfica no detuvo sus actividades luego de este incidente.
En octubre de 2009, el proyecto "Growing Minds Proyect" inició el "Cine Pirata São Paulo", otra de las iniciativas en el país carioca para fomentar las proyecciones gratuitas y la popularización de la cultura libre en Brasil. Ellos promueven proyecciones gratuitas en muchos lugares como teatros, calles, parques, etc., fomentando la cultura libre y la conciencia sobre la revolución de la Propiedad Intelectual.

## Copenhague
Pirate Cinema Copenhagen proyecto que vio la luz desde 2006 ha proyectado regularmente películas en diferentes lugares de Copenhague. El grupo ha explicado su posición en un comunicado de noviembre de 2006. En él el grupo dice:
"La batalla de los derechos de autor es una batalla por el control. La industria cinematográfica teme perder el control de qué películas queremos ver, cómo queremos verlas y cómo producimos nuevas películas. La evolución tecnológica está dando acceso a una oferta gigantesca de películas. La tecnología de video se incorpora a las cámaras y teléfonos móviles baratos. Ahora que también podemos editar nuestras propias películas en nuestras computadoras, la industria del cine tiene miedo, y debería tenerlo, de perder su monopolio dentro de la creación de la cultura cinematográfica".
En 2008, el grupo pasó a llamarse Jesper Cinema Copenhagen por un breve período de tiempo como una declaración sobre la campaña danesa "The Jesper Bay".
Pirate Cinema Copenhagen proyecta principalmente películas protegidas por derechos de autor (copyright), pero hace algunas excepciones cuando estas películas están relacionadas con derechos de autor (como los documentales Steal This Film y Good Copy Bad Copy )

## Berlin
El grupo detrás de Pirate Cinema Berlin afirma en "Keep Up Your Rights". Primer Programa Preliminar del Cine Pirata de Berlín que:
“Pero sobre todo, la “Guerra contra la Piratería” es una guerra contra la revolución: contra la Revolución Francesa que ha extendido los derechos individuales y contra la Revolución Digital que ha extendio el intercambio individual de datos”.
Pirate Cinema Berlin proyecta regularmente dentro de su programa películas con derechos de autor y sin derechos de autor.
Se entrevistó a miembros de Pirate Cinema Berlin y se les preguntó "¿Cómo empezó todo?" respondieron: "(Sebastian Lütgert) El cine convencional es jodido e inútil... (Jan Gerber) Pero empezamos porque una de las películas que teníamos no se había logrado distribuir y queríamos que se proyectara. Nuestras fuertes opiniones sobre los derechos de autor y las restricciones en la distribución de datos digitales siempre afloraron en los eventos de Cine Pirata, con el lema: "Entrada gratis, bebidas baratas y trae un CD en blanco"."
Los segmentos citados de una entrevista con Sebastian Lütgert y Jan Gerber se presentan en el documental Steal This Film, reflexionando sobre los derechos de autor, Internet y la cultura.
Se dice que el "archivo" de Pirate Cinema Berlin está creciendo constantemente. El contenido se obtiene principalmente a través de diferentes redes de intercambio de archivos punto a punto. Para el año 2008, el grupo poseía más de 3 TB de material de video comprimido, etiquetado, ordenado y buscable en internet.

## Melbourne
En Melbourne, Australia un grupo de cine pirata funciona con relativo éxito (aunque con funciones esporádicas) desde principios de 2010. Entre otras cosas, su objetivo es proporcionar entretenimiento gratuito, protestar contra las leyes actuales sobre derechos de autor y la censura, y hacer uso de espacios abandonados y en desuso para proyectar películas debajo de puentes de autopistas, en edificios abandonados y ocupaciones ilegales, etc., acorde con los principios y valores del Movimiento Okupa. En su mayoría se proyectan en este espacio películas independientes o menos conocidas que no se proyectarían comúnmente en un cine convencional.[cita requerida]

## Helsinki
En Helsinki, el organizador del cine pirata local ha sido detenido por la policía en relación con la proyección de películas con derechos de autor. Los organizadores dijeron que su objetivo es demostrar la discrepancia entre las leyes sobre derechos de autor y cómo realmente es que actúa la gente.
Antti Kotilainen, director ejecutivo del Centro de Información sobre Derechos de Autor y Antipiratería (CIAPC) de Finlandia, afirmó: “Dicen que son anarquistas, que luchan contra los grandes magnates del cine. Entonces la única recreación que tienen es mostrar películas producidas por las empresas que tanto desprecian”.
El profesor Jukka Kemppinen, experto sobre legislación de derechos de autor, afirma que  el movimiento de cines pirata es una provocación deliberada, pero que, a pesar de ser ilegal, no tiene sentido convertirlo en un gran problema. Kemppinen afirma: "No es más ilegal que mostrar un DVD alquilado legalmente a los residentes de un edificio de apartamentos después de una tarde de trabajo voluntario".